# Gare (Luxemburg)
Gare (en luxemburguès: Garer Quartier) és un dels 24 barris de la ciutat de Luxemburg. El 2014 tenia 9.738 habitants. Està situat al sud de la ciutat de Luxemburg, al centre de la ciutat vella o Ville Haute, porta el nom de l'estació de trens de Luxemburg (en francès: Gare de Luxembourg).